# Rota 14 (Paraguai)
A Rota Nacional PY14 é uma estrada (atualmente de terra) que liga Bahía Negra com Fortín Gabino Mendoza (fronteira com Bolívia no meio do Chaco Boreal). Possui uma extensão de 425 km. 

## Municípios atravessados pela rodovia
Os municípios mais populares pelas que atravessa são:
| Quilómetro | Município                    | Departamento  | Interseção |
| ---------- | ---------------------------- | ------------- | ---------- |
| 0          | Bahía Negra                  | Alto Paraguai |            |
| 173        | Fortín Agua Dulce            | Alto Paraguai | PY16       |
| 283        | Fortín Mayor Pablo Lagerenza | Alto Paraguai |            |
| 425        | Fortín Gabino Mendoza        | Alto Paraguai |            |

## Extensão
| Departamento  | km  |  |  |
|               |     |  |  |
| Alto Paraguai | 425 |  |  |
|               |     |  |  |
| Total         | 425 |  |  |